# Nicolae Corodeanu
Nicolae Corodeanu (n. 22 iulie 1882, Tecuci – d. 8 iulie1952, București), a fost un magistrat, avocat, profesor universitar de drept roman și politician român.

## Familia
A fost unul dintre cei treisprezece copii ai preotului Grigore Corodeanu și al Sultanei, născută Broască.

## Pregătirea școlară și profesională
Primele clase școlare le-a urmat la școala primară de băieți din Tecuci. A absolvit gimnaziul din Tecuci și apoi școala normală, cursul superior al liceului parcurgându-l în particular. A urmat cursurile universitare la Iași, unde a devenit licențiat al Facultății de Drept. A intrat în magistratură, fiind numit supleant la Târgoviște, în anul 1910. Numit apoi ajutor de judecător la București, în anul 1912, pentru ca în anul următor să devină procuror la Iași. În urma câștigării unui concurs pentru bursă de studii în străinătate, a plecat la Berlin și apoi la Paris, unde s-a specializat în drept roman.

## Cariera
În 1919, este numit profesor de drept roman la Facultatea de Drept a Universității din București. Aici predă cursul pentru pregătirea doctoratului. În anul 1941 a fost decan al Facultății de Drept din București. A fost colaborator permanent al revistelor „Curierul” și „Curierul judiciar”. Sporadic, a făcut gazetărie la „Lupta”. Lucrările lui de specialitate au o bună valoare și sunt și astăzi consultate de profesorii și de studenții Facultăților de Drept. Este de așteptat o reeditare a celor mai importante scrieri ale sale de drept roman. Unele idei privind interpretarea fenomenelor dreptului roman, pe care le-a publicat, au fost încă din timpul vieții sale recunoscute ca valabile și preluate de specialiștii domeniului, inclusiv de cei străini, mai ales germani și francezi, care l-au citat în lucrările lor. A practicat multă vreme și avocatura, obținând succese frumoase, datorită perfectei cunoașteri a finețurilor legislației civile, precum și talentului său oratoric.

## Activitatea politică
A intrat în politică în cadrul Partidului Național Țărănist. A fost deputat în legislatura 1928 și senator în legislatura 1931.

## Caracterizat de profesorul Dimitrie Caracostea
„Contactul cu Maître Coro este pentru mine unul reconfortant: îmi dă prilejul să prețuiesc tot mai mult un spirit ales și un caracter franc.
În copilărie a sburdat sub soarele generos și la umbra butucilor de la Nicorești. Seva bogată a regiunii trăiește în el. În calmul lui sfătos, în humorul și în iubirea lui de libertate, văd însușiri patentate ale răzeșilor moldoveni.
Ca o bună parte din burghezia noastră, se trage și el dintr-o veche familie de preoți. Și dacă azi formele religiei îl lasă rece, în cutele adânci ale sufletului trăesc vii în el resorturile morale care dau preț vieții sociale. Puțini oameni am întâlnit, cari să deteste, în așa măsură, minciuna, sub orice formă.
Tatăl a făcut pasul dela preoție la învățământ. Primele studii le-a făcut Corodeanu într-o atmosferă prielnică, fără acea caznă care pregătește terenul pentru ariviști și ambițioși: A fost fruntaș totdeauna, premiant niciodată.
O temelie sigură a cursului inferior de liceu i-a dat putința să urce, an de an, treptele cursului superior de liceu, ca elev particular. Cu atât mai remarcabilă este stăpânirea limbii latine, care mai târziu, avea să-i servească în cariera universitară.
La Universitate doi maeștri i-au înțeles firea și aptitudinile excepționale: Longinescu și Toma Stelian. Fiind numit magistrat la Târgoviște, folosește apropierea de Capitală pentru a da un strălucit doctorat. Și când Facultatea de Drept din București ține un concurs de bursă pentru străinătate în vederea catedrei de drept roman, din doisprezece candidați, Corodeanu, care nu fusese premiant la liceu, ese acum întâiul. Doi ani la Paris și doi la Berlin, i-au dat tot ceeace vremea putea să ceară unui specialist, unind măsura și finețea franceză cu adâncimea germană.
Deși astfel pregătit, Corodeanu a urcat lent treptele universitare. În cariera aceasta, ca și în politică, n-a cunoscut compromisuri și patronaje. Prietenos cu cei mici, este de o demnitate care se poate urca până la asprime față de cei pretențioși. Nimic nu-i este mai nesuferit decât masca ipocriziei și haina minciunii.
Sub aparența calmă, ironică vibrează un suflet cald. Cunoaște voluptatea prieteniei care se dăruiește întreagă, după cum cunoaște fericirea celui care se adâncește în forme multiple de artă. Pe cât de divers în receptivitatea artistică, pe atât este de rezervat în alegerea prieteniilor. El știe că omul care-și împarte zâmbetele de prietenie tuturor, nu poate fi cu bravură prietenul nimănui.
După cum ascensiunea universitară i-a fost lentă, tot astfel cea politică. Azi Corodeanu se impune ca purtător de cuvânt al majorităților în Senat. În discursul lui la mesaj, arătând că Senatul este arena ideației, nu a pasiunii politice, a definit nu numai rostul instituției, dar și ceva din propria lui fire. Din nefericire, în politică pasiunea este azi o mai puternică forță motrică pentru cei ce vor să ajungă. Prestigiul pregătirii și puterea pătrunderii, sfârșește însă prin a birui. Iată dece Corodeanu este azi o mare rezervă și o speranță a celor care cred că, și în politică, biruește nu fapta gălăgioasă, ci fapta călăuzită de gând sigur.”

## Lucrări
- „Transportul obligațiunilor”. Teză de doctorat, București, Socec, 1912
- „Drept roman”. Curs anul I doctorat, București, Editor Alex. T. Doicescu, 1919
- „Importanța și metoda studiilor de Drept Roman”, Lecțiune introductivă a cursului de doctorat 1919-1920, București, Atelierele "Poporul", 1920
- „Sur la fonction du vindex. Etude de droit romain”, București, Gutenberg, 1919
- „Cautio praedibus praediisque, studii de drept roman”, București, Curierul judiciar, 1924
- „Nicolae Georgean, medalion”, în volumul "Fresca justiției contemporane române" de Fr. Stanetti, București, [1935], "Bucovina"
- „Testamentul în dreptul roman. Notițele cursului de pandectae”, Anul I Doctorat juridic, 1934-1935, București, litografiat
- „Curs de drept roman. Obligațiunile și succesiunile”, București, litografiat, 1938
- „Evoluția obligațiunii române. I Origina”, București, "Bucovina", 1938
- „Obligațiunea romană, Curs de doctorat” 1938-1939, N. Corodeanu, litografiat
- „Creditul agricol și instituțiile alimentare ale Împăratului Traian”, București, "Bucovina", 1942
- „N. Corodeanu, C. A. Spulber, Val. Al. Georgescu, In memoriam: S. G. Longinescu. La zece ani dela moartea sa”, București, Institutul de studii latine, 1943
- „Obligațiunea romană. Notițele cursului de doctorat”, Bucuresti, Litografiat, f.a.